# جون ديفيد واشنطن
جون ديفيد واشنطن (بالإنجليزية: John David Washington) هو ممثل أمريكي ولاعب كرة قدم أمريكية سابق من مواليد 28 يوليو/تموز 1984. لعب كرة قدم جامعية لصالح كلية مورهاوس. بينما على المستوى الاحترافي، أمض واشنطن أربع سنوات متتالية في الدوري الأمريكي لكرة القدم لصالح ساكرامنتو ماونت ليونز.
تحول واشنطن إلى مهنة التمثيل مثل والده، دنزل واشنطن. ومعروف بأدوراه في مسلسل Ballers وفيلم بلاكككلنزمن (2018).

## روابط خارجية
- جون ديفيد واشنطن على موقع JustSportsStats.com (الإنجليزية)

- جون ديفيد واشنطن على موقع IMDb (الإنجليزية)
- جون ديفيد واشنطن على موقع روتن توميتوز (الإنجليزية)
- جون ديفيد واشنطن على موقع مونزينجر (الألمانية)
- جون ديفيد واشنطن على موقع ألو سيني (الفرنسية)
- جون ديفيد واشنطن على موقع قاعدة بيانات الفيلم (الإنجليزية)